# Богдановка (Костанайская область)
Богда́новка (каз. Богданов) — упразднённое село в Камыстинском районе Костанайской области Казахстана. Входило в состав Богдановского сельского округа. Исключено из учётных данных в 2017 году. Код КАТО — 394839200.
В 1914 г. — Богдановский переселенческий участок.
В 1938 г. именовалось посёлком Богда́новским, который был центром Богдановского сельского совета Орджоникидзевского (бывшего Денисовского) района Кустанайской области. В 1955 г. Камышнинский район выделен из состава Орджоникидзевского в самостоятельный район, в который попал и посёлок Богдановский.

## География
Находилось примерно в 22 км к юго-западу от районного центра, села Камысты (Камышного).

## Население
В 1999 году население села составляло 192 человека (95 мужчин и 97 женщин). По данным переписи 2009 года в селе проживал 71 человек (40 мужчин и 31 женщина).